# Мурзак, Филипп Вакулович
Филипп Вакулович Мурзак (1867, Алёшки, Таврическая губерния — 18 марта 1919, Камышинка) — главный боцман броненосца Потёмкин во время восстания на броненосце. Активный участник вооружённой борьбы за установление советской власти в Крыму.

## Биография
Родился в 1867 году. Рано лишился отца. Троих детей воспитывала мать. 
Работал батраком, грузчиком в Одесском порту, на лайбах по Днепру и Чёрному морю возил в Одессу арбузы и дыни. Был призван в Российский императорский флот. Служил на Черноморском флоте. Матрос, затем боцман. На броненосце «Потёмкин» — главный боцман. После восстания, убийства и ареста офицеров корабля команда назначила Мурзака старшим офицером броненосца.
Отказался остаться в Румынии, вернулся на борту броненосца в Севастополь, был арестован, помещён на плавучую тюрьму минзаг «Прут». Во время Севастопольского восстания освобождён восставшими, но на следующий день вновь арестован. Предан суду. Лишён всех чинов воинского звания, уволен со службы. Находился под гласным надзором полиции.
До Февральской революции — извозчик. После революции был восстановлен в воинском звании и принят обратно в Черноморский флот. Во время установления в Крыму советской власти зимой 1917—1918 годов возглавлял отряд матросов. Принимал участие в боях с силами Крымского правительства — «эскадронцами» — под Бахчисараем, Альмой, Симферополем. Был военным комендантом Симферополя. Во время оккупации Крыма германскими войсками в подполье в Севастополе. Был арестован в июле 1918 года. Из Севастопольской был переведён в Симферопольскую тюрьму, где ожидал окончания следствия и суда.
Ввиду наступления Красной армии на Крым весной 1919 года группа заключённых советских и большевистских активистов, в которую входил и Мурзак, была 14 марта 1919 года посажена в арестантский вагон и поездом отправлена из симферопольской в керченскую тюрьму. Ночью 18 марта 1919 года на станции Ойсул вагон с 19 заключёнными был оцеплен от поезда и расстрелян из пулемётов, по официальной версии при попытке заключённых разоружить караул.